# マリアーノ・バルバサン
マリアーノ・バルバサン（Mariano Barbasán Lagueruela、1864年2月3日 – 1924年7月22日）はスペインの画家である。ローマでも活動し、風景画や文学作品にした作品を描いた。

## 略歴
スペイン・アラゴン州のサラゴサに生まれた。1880年から1887年の間、バレンシアの王立美術学校(Real Academia de Bellas Artes de San Carlos de Valencia)で学んだ。ホアキン・ソローリャ(1863-1923)やサルバドール・アルビル(Salvador Abril:1862-1924)といった仲間の画家と親しくなった。マドリードに移り、ゲーテの『ファウスト』のヴァルプルギスの夜を題材にした作品をスペインの全国展(Exposición nacional)に出展した。
1889年の作品でサラゴサの議会からローマのスペイン美術アカデミー (Academia Española de Bellas Artes en Roma)に留学する奨学金を得て、ローマに移った。留学期間が終わった後もローマに留まり、ローマを拠点にスビアーコやアンティーコリ・コッラードといったイタリア各地の風景を描いた。作品はドイツやオーストリア、アメリカ合衆国の展覧会で展示した。スペインの展覧会にはあまり出展せず、母国での知名度はあまり高くなかった。
ウルグアイからローマに留学してきたカルロス・マリア・エレーラを指導し、1912年には短期間ウルグアイのモンテビデオに滞在し、展示会を開いた。健康が思わしくなくなった1921年までローマで活動し、スペインに戻った後はサラゴサの美術学校の教師を務め、1923年にサラゴサで回顧展を開いた。1924年にサラゴサで亡くなった後、1925年に息子によって展覧会が開かれ19世紀末のアラゴン地域を代表する画家であるとする評価が定まった。

## 作品

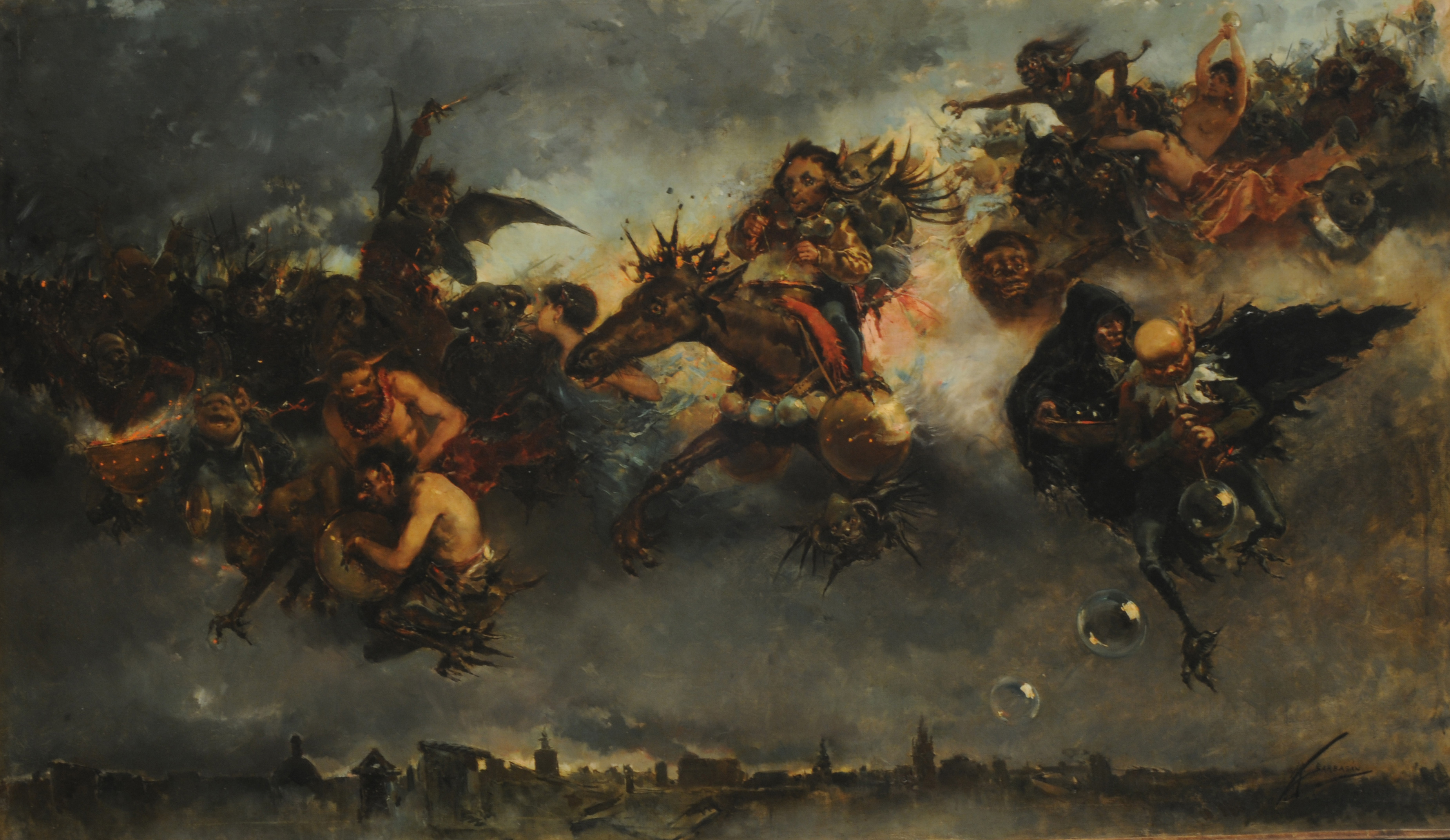
「ヴァルプルギスの夜」(1887) アルゼンチン国立美術館蔵
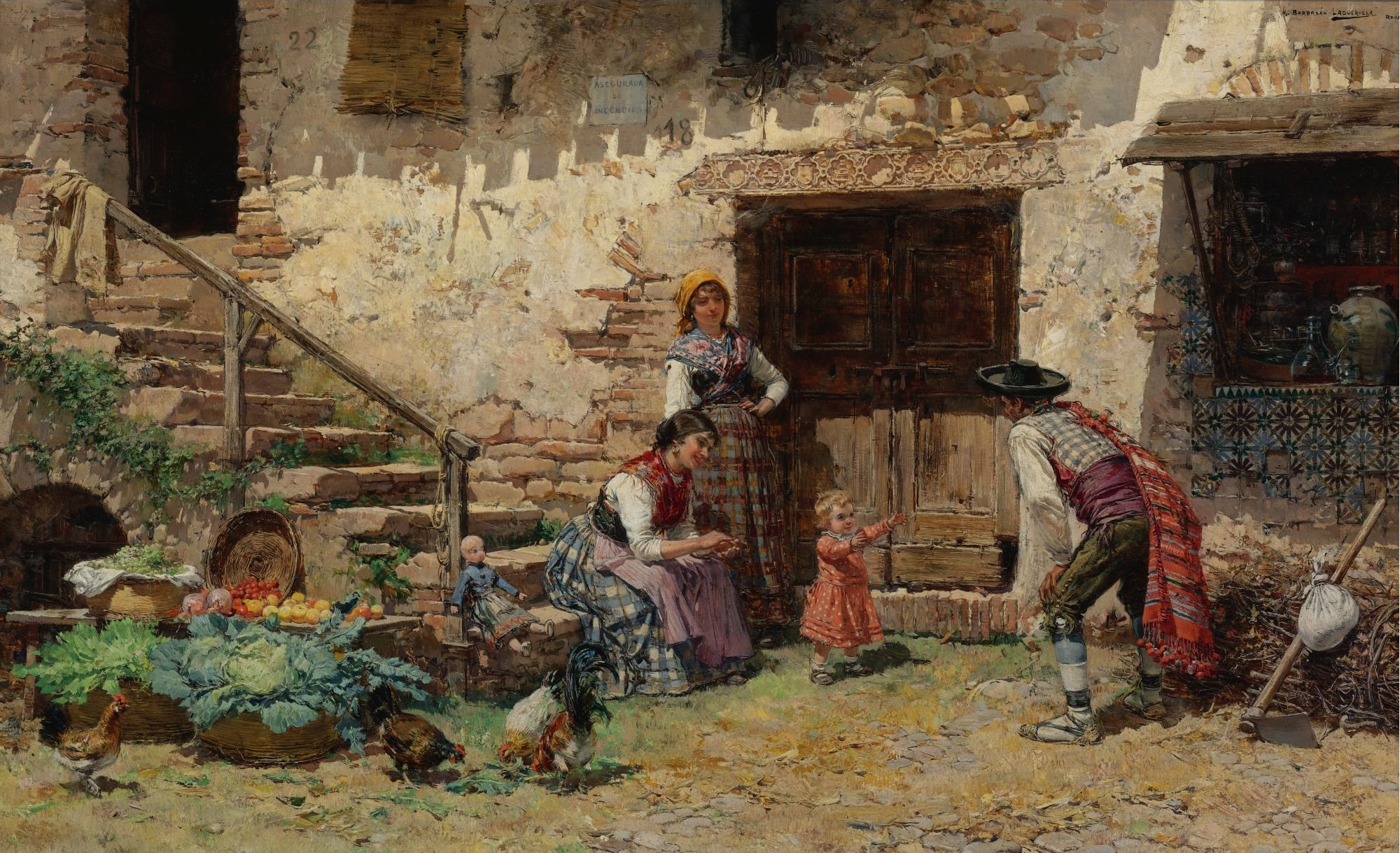
父親のところに歩く幼児(1899)
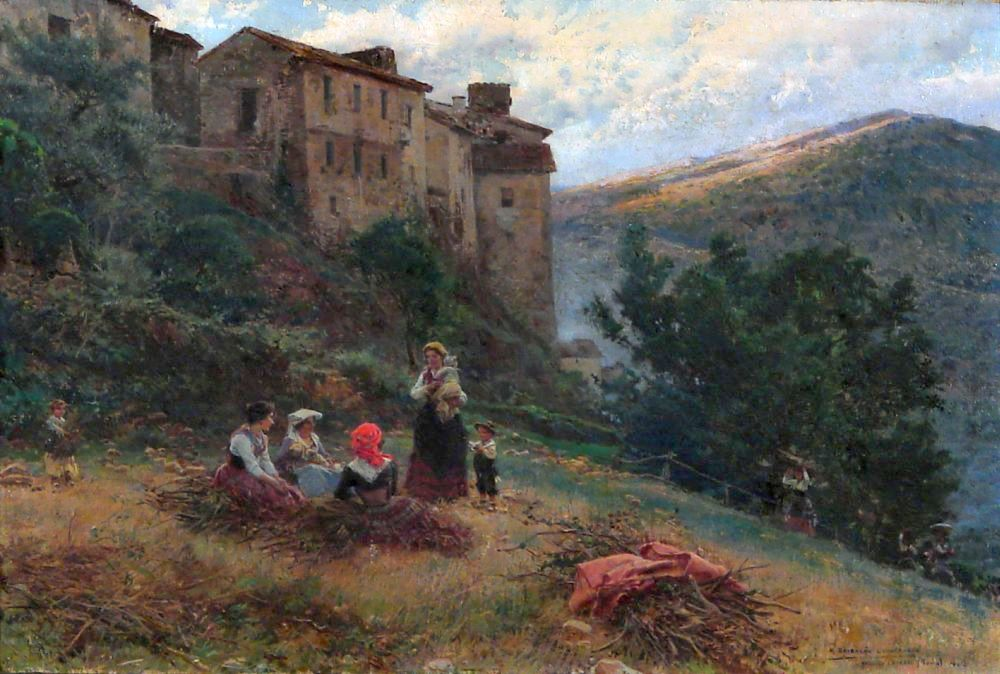
イタリアの農民のいる風景
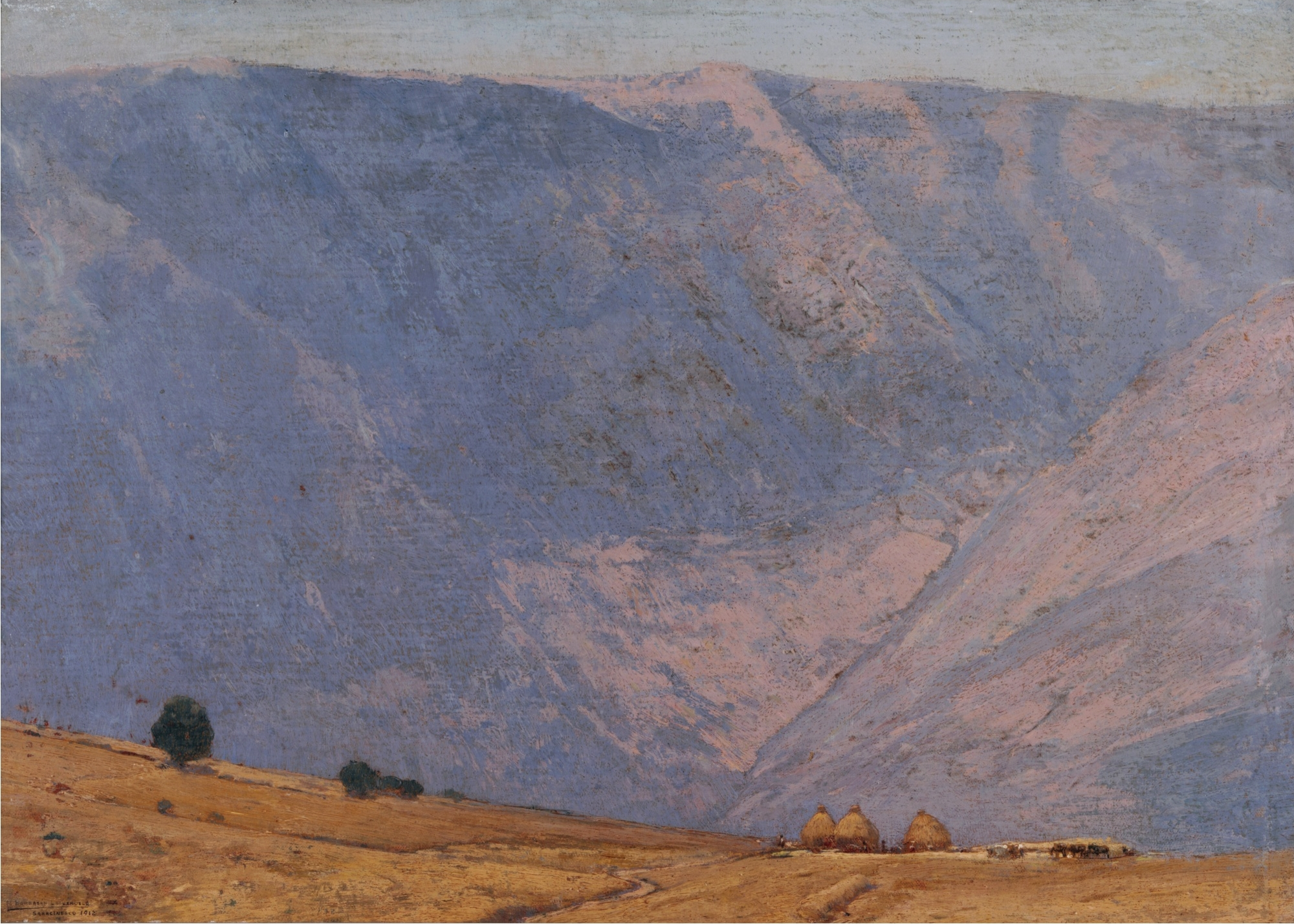
風景画